# 工場造園
工場造園（こうじょうぞうえん、英：factory landscaping, industrial landscapes ）は、工場敷地に施す造園。
工場を生産の場としての環境を整え、作業効率の向上や工場周辺の外部環境との問題点を少なくする目的でなされる造園で、整備された工場公園緑地は利用価値と存在価値とが同等の重要さで求められているほか、工場団地・工業団地ならば工場側と他の生活地域との間に緩衝緑地（都市公園）を設けて緩衝緑化をすることによって、地域環境の改善を図ることが各地で行われて、一定の効果を挙げている。
日本では工場立地法によって特定工場の制度があり特定工場等には「緑化」の義務付けがなされている。
特定工場等の工場緑化制度によって工場等と周辺環境との調和を保つことを目的に、敷地面積が500平方メートル以上の工場又は事業場であって規則で定めるものを設置（敷地面積を増加し、又は既存の施設の用途を変更することにより特定工場等になる場合を含む。以下同じ。）又は変更（建築物の増築又は改築をいう。以下同じ。）をしようとする場合において、敷地面積に対して一定比率以上の緑地を設置することになっている。
日本緑化センターは、工場立地法の精神に基づき、工場緑化を積極的に推進するため、1982年（昭和57年）度から経済産業省（旧通商産業省）ほか関係各省庁等の支援により、緑化優良工場等表彰制度を発足させ、緑化優良工場を表彰している｡
事業所の屋上緑化及び壁面緑化は、建築物屋上等緑化施設とよばれるが、工場立地法が2004年（平成16年）3月に改正されてからは、地上面の緑地を屋上緑化や壁面緑化、駐車場緑化など何かしらの施設と重複している緑地面も、緑地面積の25パーセントまで参入することが可能になった。
こうして、樹木が生育する10平方メートルを超える区画された土地または建築物屋上等緑化施設を緑地とするが、これには10平方メートル当たり高木が1本以上あること、20平方メートル当たり高木が1本以上及び低木が20本以上あることである。またこのとき、高木とは成木に達したときの樹高が4メートル以上の樹木のことで、低木とは高木以外の樹木のことである。さらに除草等の手入れがなされているものに限るが、低木またはその他の地被植物で表面が被われている10平方メートルを超える土地または建築物屋上等緑化施設を緑地となることになる。
ただし壁面緑化の面積換算は水平延長距離×１メートルで算出するように規定されているので注意は必要となるほか、東京都では壁面緑化資材設置面積すべてを算入することが可能となっている。